# Gare de Saint-Germain-les-Belles
Gare de Saint-Germain-les-Belles vasúti megállóhely Franciaországban, Saint-Germain-les-Belles településen.

## Vasútvonalak
Az állomást az alábbi vasútvonal érinti:
- Orléans–Montauban-vasútvonal

## Kapcsolódó állomások
A vasútállomáshoz az alábbi állomások vannak a legközelebb:
- Gare de Magnac - Vicq (Gare des Aubrais - Orléans, Orléans–Montauban-vasútvonal)
- Gare de La Porcherie (Gare de Montauban-Ville-Bourbon, Orléans–Montauban-vasútvonal)